# Dichondra donelliana
Dichondra donelliana är en vindeväxtart som beskrevs av Benjamin Carroll Tharp och M. C. Johnston. Dichondra donelliana ingår i släktet njurvindor, och familjen vindeväxter. Inga underarter finns listade i Catalogue of Life.

## Bildgalleri

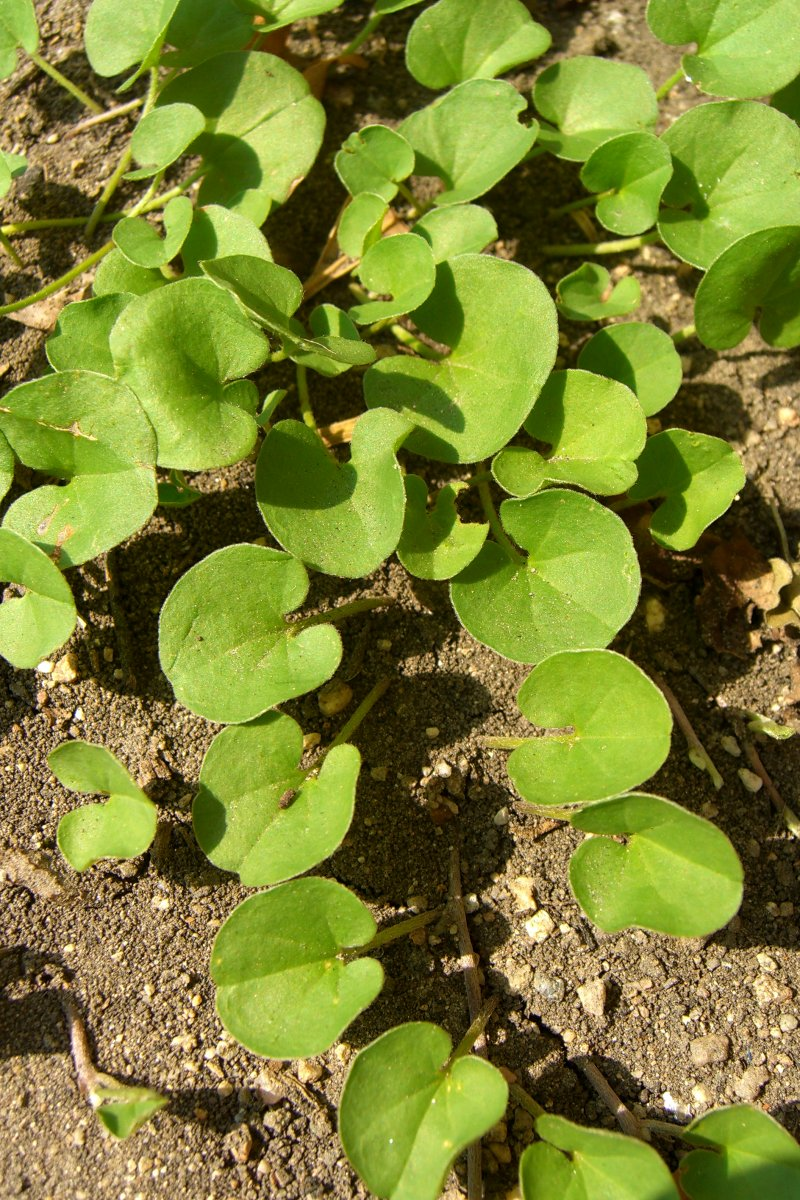